# Зайці (Мінська область)
Зайці (біл. вёска Зайцы) — село в складі Червенського району Мінської області, Білорусь. Село підпорядковане Червенській сільській раді, розташоване в центральній частині області.